# Bęczarka
Bęczarka (prononciation : [bɛnˈt͡ʂarka]) est un village polonais de la gmina de Myślenice dans le powiat de Myślenice et dans la voïvodie de Petite-Pologne. Il se situe à environ 8 km au nord-ouest de Myślenice et à 21 km au sud de la capitale régionale Cracovie.